# ディディエ・ドゥコワン
ディディエ・ドゥコワン（Didier Decoin, 1945年3月13日 - ）は、フランスの作家。
1945年、フランスブローニュ＝ビヤンクール生まれ。映画監督のアンリ・ドコワンは父。新聞記者として働きながら小説を執筆し、1977年に『愛よ、ニューヨークよ』でゴンクール賞を受賞した。2017年に出版された『庭と沼の役所』（le Bureau des jardins et des étangs、未邦訳）の舞台は12世紀の日本。

## 日本語訳作品
- 『マンハッタンの二つの愛』（Abraham de Brooklyn, 1971）長島良三訳、角川書店、1985年
- 『名誉の戦場』（Les Champs d'honneur, 1977）長島良三訳、読売新聞社、1981年

## 注・出典
1. ↑  La liste complète des lauréats du Prix Goncourt
2. ↑  「小説における最悪な性描写賞2019」を仏ゴンクール・アカデミー会員が受賞